# Saskia Vester
Saskia Vester (née le 24 juillet 1959 à Sarrebruck, Sarre) est une actrice allemande.

## Biographie
À l'issue de sa formation à la Neuen Münchner Schauspielschule de Munich, elle joue depuis 1981, entre autres, dans la série allemande KDD.
Saskia Vester vit avec son mari, le producteur de Robbie Flörke, et deux enfants communs à Munich.

## Filmographie
- 1997 : Les Rêveurs (Winterschläfer), de Tom Tykwer : Anna
- 2004 : Männer wie wir (Guys and Balls) de Sherry Hormann
- 2006 : La Promesse du bonheur (Das Glück klopft an die Tür) (TV)
- 2006 : Ciel, je me marie (Im Namen der Braut) (TV)
- 2007-2010 : Berlin, brigade criminelle
- 2009 : Ma belle-fille est un homme (All You Need Is Love – Meine Schwiegertochter ist ein Mann) (TV) : Katharina (VF : Frédérique Tirmont)